# 잉글사이드의 앤
잉글사이드의 앤(Anne of Ingleside), 일명 난롯가 집의 앤은 루시 모드 몽고메리의 빨간 머리 앤 시리즈의 여섯번째 작품으로 앤이 6남매의 어머니가 된 생활을 묘사한다.

## 등장 인물
- 앤 블라이드
- 길버트 블라이드
- 제임스 매슈 블라이드

앤과 길버트의 장남.  애칭은 '젬'
- 월터 커스버트 블라이드

앤과 길버트의 차남.
- 앤 블라이드

앤과 길버트의 딸로 다이와 쌍둥이 자매. 작중 '낸'이라 불린다.
- 다이애나 블라이드

앤과 길버트의 딸로 낸과 쌍둥이 자매. 작중 '다이' 라 불린다.
- 셜리 블라이드

앤과 길버트의 3남.
- 버사 마릴라 블라이드

앤과 길버트의 3녀. 작중 '릴라'라고 불린다.
- 수전 베이커

가정부.
- 크리스틴 스튜어트
- 마셜 엘리엇 부인